# Filmografia Gary’ego Coopera

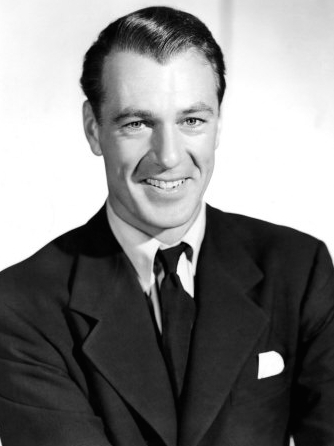
Gary Cooper w Obywatelu Johnie Doe, 1941

Filmografia Gary’ego Coopera przedstawia występy amerykańskiego aktora Gary’ego Coopera na dużym i małym ekranie. Zawiera część związaną z najwcześniejszą aktorską pracą Coopera jako statysty, występy w filmach pełnometrażowych, sporadyczne występy w filmach krótkometrażowych oraz w programach telewizyjnych.

## Filmografia

### Filmy pełnometrażowe jako statysta, 1925–1926
| Rok  | Tytuł                     | Rola                          | Reżyser                          | Obsada                                         | Studio           | Źródło |
| ---- | ------------------------- | ----------------------------- | -------------------------------- | ---------------------------------------------- | ---------------- | ------ |
| 1925 | Dick Turpin               | Statysta (Mężczyzna w tłumie) | John G. Blystone                 | Tom Mix Alan Hale                              | Fox              | [ 1 ]  |
| 1925 | The Trail Rider           | Jeździec                      | W.S. Van Dyke                    | Buck Jones Carl Stockdale                      | Fox              | [ 2 ]  |
| 1925 | The Thundering Herd       | Mała rola                     | William K. Howard                | Jack Holt Lois Wilson Noah Beery               | Paramount        | [ 3 ]  |
| 1925 | Jeźdźcy purpurowego stepu | Jeździec                      | Lynn Reynolds                    | Tom Mix Mabel Ballin Warner Oland              | Fox              | [ 2 ]  |
| 1925 | The Drug Store Cowboy     | Kowboj                        | Park Frame                       | Franklyn Farnum Robert D. Walker Jean Arthur   | Niezależne       | [ 2 ]  |
| 1925 | Wild Horse Mesa           | Kowboj                        | George B. Seitz                  | Jack Holt Noah Beery Billie Dove               | Paramount        | [ 3 ]  |
| 1925 | Szczęśliwa podkowa        | Statysta                      | John G. Blystone                 | Tom Mix Billie Dove Ann Pennington             | Fox              | [ 3 ]  |
| 1925 | Ginący Amerykanin         | Statysta                      | George B. Seitz                  | Richard Dix Lois Wilson Noah Beery             | Paramount        | [ 3 ]  |
| 1925 | Orzeł                     | Zamaskowany Kozak             | Clarence Brown                   | Rudolf Valentino Vilma Bánky                   | United Artists   | [ 3 ]  |
| 1925 | Tricks                    | Mała rola                     | Bruce M. Mitchell                | Marilyn Mills J. Frank Glendon Gladys Moore    | Davis            | [ 4 ]  |
| 1925 | Warrior Gap               | Mała rola                     | Alan James                       | Ben F. Wilson Neva Gerber Robert D. Walker     | J. Charles Davis | [ 5 ]  |
| 1925 | Gwiazda Północna          | Mała rola                     | Paul Powell                      | Virginia Lee Corbin Stuart Holmes Ken Maynard  | Howard Estabrook | [ 3 ]  |
| 1925 | Ben-Hur                   | Rzymski strażnik              | Fred Niblo                       | Ramón Novarro Francis X. Bushman May McAvoy    | MGM              | [ 2 ]  |
| 1926 | Three Pals                | Mała rola                     | Wilbur McGaugh Bruce M. Mitchell | Marilyn Mills Josef Swickard William H. Turner | Davis            | [ 6 ]  |
| 1926 | The Enchanted Hill        | Mała rola                     | Irvin Willat                     | Jack Holt Florence Vidor Noah Beery            | Paramount        | [ 3 ]  |
| 1926 | The Johnstown Flood       | Powodzianin                   | Irving Cummings                  | George O’Brien Florence Gilbert Janet Gaynor   | Fox              | [ 7 ]  |
| 1926 | A Six Shootin’ Romance    | Statysta                      | Alan James Clifford Smith        | Jack Hoxie Olive Hasbrouck William Steele      | Universal        | [ 8 ]  |
| 1926 | Watch Your Wife           | Mała rola                     | Sven Gade                        | Virginia Valli                                 | Universal        | [ 3 ]  |
| 1926 | Thundering Speed          | Mała rola                     | Alan James                       | Eileen Sedgwick                                | Chesterfield     | [ 5 ]  |

### Filmy pełnometrażowe, 1926–1930
| Rok  | Tytuł                | Rola                      | Reżyser             | Obsada                                 | Studio         | Źródło |
| ---- | -------------------- | ------------------------- | ------------------- | -------------------------------------- | -------------- | ------ |
| 1926 | Rozpętane żywioły    | Abe Lee                   | Henry King          | Ronald Colman Vilma Bánky              | Goldwyn        | [ 9 ]  |
| 1927 | It                   | Reporter                  | Clarence Badger     | Clara Bow Antonio Moreno               | Paramount      | [ 10 ] |
| 1927 | Dzieci rozwodu       | Ted Larrabee              | Frank Lloyd         | Clara Bow Esther Ralston               | Paramount      | [ 11 ] |
| 1927 | Arizona Bound        | Dave Saulter              | John Waters         | Betty Jewel                            | Paramount      | [ 12 ] |
| 1927 | Skrzydła             | Kadet White               | William A. Wellman  | Clara Bow Buddy Rogers Richard Arlen   | Paramount      | [ 13 ] |
| 1927 | Nevada               | Nevada                    | John Waters         | Thelma Todd                            | Paramount      | [ 14 ] |
| 1927 | The Last Outlaw      | Szeryf Buddy Hale         | John Waters         | Betty Jewel                            | Paramount      | [ 15 ] |
| 1928 | Beau Sabreur         | Major Henri de Beaujolais | John Waters         | Evelyn Brent Noah Beery William Powell | Paramount      | [ 16 ] |
| 1928 | Legion potępieńców   | Gale Price                | William A. Wellman  | Fay Wray                               | Paramount      | [ 17 ] |
| 1928 | Doomsday             | Arnold Furze              | Rowland V. Lee      | Florence Vidor                         | Paramount      | [ 18 ] |
| 1928 | Half a Bride         | Kpt. Edmunds              | Gregory La Cava     | Esther Ralston                         | Paramount      | [ 19 ] |
| 1928 | Nieśmiertelna miłość | Kpt. Philip Blythe        | George Fitzmaurice  | Colleen Moore                          | First National | [ 20 ] |
| 1928 | Dusze w rozterce     | Mulligan Talbot           | Rowland V. Lee      | Fay Wray                               | Paramount      | [ 21 ] |
| 1928 | Upadły anioł         | William Tyler             | Richard Wallace     | Nancy Carroll                          | Paramount      | [ 22 ] |
| 1929 | Pieśń żywiołów       | Sam Lash                  | Victor Fleming      | Lupe Vélez                             | Paramount      | [ 23 ] |
| 1929 | Zdrajca              | Andre Frey                | Lewis Milestone     | Emil Jannings Esther Ralston           | Paramount      | [ 24 ] |
| 1929 | The Virginian        | Wirgińczyk                | Victor Fleming      | Mary Brian Richard Arlen Walter Huston | Paramount      | [ 25 ] |
| 1930 | Only the Brave       | Kpt. James Braydon        | Frank Tuttle        | Mary Brian                             | Paramount      | [ 26 ] |
| 1930 | Parada Paramountu    | Myśliwy („Dream Girl”)    | Kilkoro             | Mary Brian Fay Wray                    | Paramount      | [ 27 ] |
| 1930 | Oszust z Teksasu     | Enrique, The Llano Kid    | John Cromwell       | Fay Wray                               | Paramount      | [ 28 ] |
| 1930 | Seven Days’ Leave    | Kenneth Downey            | Richard Wallace     | Beryl Mercer                           | Paramount      | [ 29 ] |
| 1930 | A Man from Wyoming   | Jim Baker                 | Rowland V. Lee      | June Collyer                           | Paramount      | [ 30 ] |
| 1930 | The Spoilers         | Roy Glenister             | Edward Carewe       | Kay Johnson                            | Paramount      | [ 31 ] |
| 1930 | Maroko               | Legionista Tom Brown      | Josef von Sternberg | Marlene Dietrich                       | Paramount      | [ 32 ] |

### Filmy pełnometrażowe, 1931–1940
| Rok  | Tytuł                            | Rola                    | Reżyser                  | Obsada                                                           | Studio    | Źródło |
| ---- | -------------------------------- | ----------------------- | ------------------------ | ---------------------------------------------------------------- | --------- | ------ |
| 1931 | Fighting Caravans                | Clint Belmet            | Otto Brower David Burton | Lili Damita                                                      | Paramount | [ 33 ] |
| 1931 | Wielkomiejskie ulice             | Dzieciak                | Rouben Mamoulian         | Sylvia Sidney                                                    | Paramount | [ 34 ] |
| 1931 | I Take This Woman                | Tom McNair              | Marion Gering            | Carole Lombard                                                   | Paramount | [ 35 ] |
| 1931 | Jego kobieta                     | Kpt. Sam Whalan         | Edward Sloman            | Claudette Colbert                                                | Paramount | [ 36 ] |
| 1932 | Make Me a Star                   | on sam (cameo)          | William Beaudine         | Stuart Erwin Joan Blondell                                       | Paramount | [ 37 ] |
| 1932 | Szatan zazdrości                 | Por. Sempter            | Marion Gering            | Tallulah Bankhead Charles Laughton Cary Grant                    | Paramount | [ 38 ] |
| 1932 | Gdybym miał milion               | Steve Gallagher         | Kilku                    | Jack Oakie                                                       | Paramount | [ 39 ] |
| 1932 | Pożegnanie z bronią              | Por. Frederic Henry     | Frank Borzage            | Helen Hayes Adolphe Menjou                                       | Paramount | [ 40 ] |
| 1933 | Dziś żyjemy                      | Bogard                  | Howard Hawks             | Joan Crawford                                                    | MGM       | [ 41 ] |
| 1933 | Na fali wspomnień                | Biff Grimes             | Stephen Roberts          | Fay Wray                                                         | Paramount | [ 42 ] |
| 1933 | Sztuka życia                     | George Curtis           | Ernst Lubitsch           | Fredric March Miriam Hopkins                                     | Paramount | [ 43 ] |
| 1933 | Alicja w Krainie Czarów          | Biały Rycerz            | Norman McLeod            | Charlotte Henry                                                  | Paramount | [ 44 ] |
| 1934 | Szpieg nr 13                     | Kpt. Jack Gailliard     | Richard Boleslavsky      | Marion Davies                                                    | MGM       | [ 45 ] |
| 1934 | Teraz i zawsze                   | Jerry Day               | Henry Hathaway           | Carole Lombard Shirley Temple                                    | Paramount | [ 46 ] |
| 1935 | Noc weselna                      | Tony Barrett            | King Vidor               | Anna Sten Ralph Bellamy                                          | Goldwyn   | [ 47 ] |
| 1935 | Bengali                          | Por. Alan McGregor      | Henry Hathaway           | Franchot Tone Richard Cromwell C. Aubrey Smith                   | Paramount | [ 48 ] |
| 1935 | Peter Ibbetson                   | Peter Ibbetson          | Henry Hathaway           | Ann Harding John Halliday Ida Lupino                             | Paramount | [ 49 ] |
| 1936 | Pokusa                           | Tom Bradley             | Frank Borzage            | Marlene Dietrich John Halliday                                   | Paramount | [ 50 ] |
| 1936 | Pan z milionami                  | Longfellow Deeds        | Frank Capra              | Jean Arthur George Bancroft                                      | Columbia  | [ 51 ] |
| 1936 | Hollywood Boulevard              | Gość w barze (cameo)    | Robert Florey            | John Halliday                                                    | Paramount | [ 52 ] |
| 1936 | Żółty skarb                      | O’Hara                  | Lewis Milestone          | Madeleine Carroll Akim Tamiroff                                  | Paramount | [ 53 ] |
| 1936 | Niezwyciężony Bill               | Dziki Bill Hickok       | Cecil B. DeMille         | Jean Arthur Anthony Quinn                                        | Paramount | [ 54 ] |
| 1937 | Kapitan Taylor                   | Michael „Nuggin” Taylor | Henry Hathaway           | Frances Dee George Raft                                          | Paramount | [ 55 ] |
| 1938 | Marco Polo                       | Marco Polo              | Archie Mayo              | Sigrid Gurie Basil Rathbone Binnie Barnes Alan Hale              | Goldwyn   | [ 56 ] |
| 1938 | Ósma żona Sinobrodego            | Michael Brandon         | Ernst Lubitsch           | Claudette Colbert Edward Everett Horton                          | Paramount | [ 57 ] |
| 1938 | Kowboj i dama                    | Stretch Willoughby      | H.C. Potter              | Merle Oberon Walter Brennan Patsy Kelly                          | Goldwyn   | [ 58 ] |
| 1939 | Braterstwo krwi                  | Beau Geste              | William A. Wellman       | Ray Milland Brian Donlevy Robert Preston Susan Hayward           | Paramount | [ 59 ] |
| 1939 | Pokonać strach                   | Dr Bill Canavan         | Henry Hathaway           | David Niven Andrea Leeds Broderick Crawford                      | Goldwyn   | [ 60 ] |
| 1940 | Człowiek z Zachodu               | Cole Harden             | William Wyler            | Walter Brennan Doris Davenport Forrest Tucker                    | Goldwyn   | [ 61 ] |
| 1940 | Policja konna Północnego Zachodu | Dusty Rivers            | Cecil B. DeMille         | Madeleine Carroll Preston Foster Paulette Goddard Robert Preston | Paramount | [ 62 ] |

### Filmy pełnometrażowe, 1941–1950
| Rok  | Tytuł                     | Rola                    | Reżyser          | Obsada                                         | Studio                 | Źródło |
| ---- | ------------------------- | ----------------------- | ---------------- | ---------------------------------------------- | ---------------------- | ------ |
| 1941 | Obywatel John Doe         | Long John Willoughby    | Frank Capra      | Barbara Stanwyck Edward Arnold Walter Brennan  | Warner Bros.           | [ 63 ] |
| 1941 | Sierżant York             | Alvin C. York           | Howard Hawks     | Joan Leslie Walter Brennan                     | Warner Bros.           | [ 64 ] |
| 1941 | Ognista kula              | Prof. Bertram Potts     | Howard Hawks     | Barbara Stanwyck Dana Andrews                  | Goldwyn                | [ 65 ] |
| 1942 | Duma Jankesów             | Lou Gehrig              | Sam Wood         | Teresa Wright Walter Brennan Babe Ruth         | Goldwyn                | [ 66 ] |
| 1943 | Komu bije dzwon           | Robert Jordan           | Sam Wood         | Ingrid Bergman Akim Tamiroff                   | Paramount              | [ 67 ] |
| 1944 | Historia doktora Wassella | Dr Corydon M. Wassell   | Cecil B. DeMille | Laraine Day Signe Hasso Dennis O’Keefe         | Paramount              | [ 68 ] |
| 1944 | Casanova Brown            | Casanova Brown          | Sam Wood         | Teresa Wright Frank Morgan                     | International          | [ 69 ] |
| 1945 | Wtedy zjawił się Jones    | Melody Jones            | Stuart Heisler   | Loretta Young William Demerest                 | International          | [ 70 ] |
| 1945 | Saratoga Trunk            | Płk Clint Maroon        | Sam Wood         | Ingrid Bergman                                 | Warner Bros.           | [ 71 ] |
| 1946 | W tajnej misji            | Prof. Alvah Jesper      | Fritz Lang       | Lilli Palmer Robert Alda                       | United States Pictures | [ 72 ] |
| 1947 | Unconquered               | Kpt. Christopher Holden | Cecil B. DeMille | Paulette Goddard Howard Da Silva Boris Karloff | Paramount              | [ 73 ] |
| 1947 | Variety Girl              | on sam                  | George Marshall  | Mary Hatcher Olga San Juan                     | Paramount              | [ 74 ] |
| 1948 | Good Sam                  | Sam Clayton             | Leo McCarey      | Ann Sheridan                                   | Rainbow                | [ 75 ] |
| 1949 | The Fountainhead          | Howard Roark            | King Vidor       | Patricia Neal Raymond Massey                   | Warner Bros.           | [ 76 ] |
| 1949 | Wielkie uczucie           | on sam (cameo)          | David Butler     | Dennis Morgan Doris Day Jack Carson            | Warner Bros.           | [ 77 ] |
| 1949 | Grupa uderzeniowa         | Jonathan L. Scott       | Delmer Daves     | Jane Wyatt Walter Brennan Julie London         | Warner Bros.           | [ 78 ] |
| 1950 | Tytoń!                    | Brant Royle             | Michael Curtiz   | Patricia Neal Lauren Bacall                    | Warner Bros.           | [ 79 ] |
| 1950 | Dallas                    | Blayde Hollister        | Stuart Heisler   | Ruth Roman Raymond Massey                      | Warner Bros.           | [ 80 ] |

### Filmy pełnometrażowe, 1951–1961
| Rok  | Tytuł                                | Rola                  | Reżyser            | Obsada                                                                 | Studio                 | Źródło        |
| ---- | ------------------------------------ | --------------------- | ------------------ | ---------------------------------------------------------------------- | ---------------------- | ------------- |
| 1951 | You’re in the Navy Now               | Por. John Harkness    | Henry Hathaway     | Jane Greer Eddie Albert                                                | Fox                    | [ 81 ]        |
| 1951 | Starlift                             | on sam (cameo)        | Roy Del Ruth       | Doris Day Gordon MacRae Virginia Mayo                                  | Warner Bros.           | [ 82 ]        |
| 1951 | It’s a Big Country                   | Texas                 | Kilku              | –                                                                      | MGM                    | [ 83 ]        |
| 1951 | Odległe bębny                        | Kapitan Quincy Wyatt  | Raoul Walsh        | Mari Aldon Arthur Hunnicutt                                            | United States Pictures | [ 84 ]        |
| 1952 | W samo południe                      | Will Kane             | Fred Zinneman      | Grace Kelly Thomas Mitchell Lloyd Bridges Lon Chaney Jr.               | Stanley Kramer         | [ 85 ]        |
| 1952 | Tropem koniokradów                   | Major Alex Kearney    | Andre De Toth      | Phyllis Thaxter Paul Kelly                                             | Warner Bros.           | [ 86 ]        |
| 1953 | Powrót do raju                       | Pan Morgan            | Mark Robson        | Roberta Haynes                                                         | Aspen Productions      | [ 87 ]        |
| 1953 | Płynne złoto                         | Jeff Dawson           | Hugo Fregonese     | Barbara Stanwyck Ruth Roman Anthony Quinn                              | United States Pictures | [ 88 ]        |
| 1953 | Boum sur Paris                       | on sam                | Maurice de Canonge | Jacques Pills Armand Bernard Annie Cordy                               | Les Films Marceau      | [ 89 ] [ 90 ] |
| 1954 | Ogród zła                            | Hooker                | Henry Hathaway     | Susan Hayward Richard Widmark                                          | Fox                    | [ 91 ]        |
| 1954 | Vera Cruz                            | Benjamin Trane        | Robert Aldrich     | Burt Lancaster Denise Darcel Cesar Romero Ernest Borgnine Sara Montiel | Hecht-Lancaster        | [ 92 ]        |
| 1955 | Billy Mitchell przed sądem wojskowym | Płk Billy Mitchell    | Otto Preminger     | Charles Bickford Ralph Bellamy Rod Steiger Elizabeth Montgomery        | United States Pictures | [ 93 ]        |
| 1956 | Przyjacielska perswazja              | Jess Birdwell         | William Wyler      | Dorothy McGuire Marjorie Main Anthony Perkins                          | Allied Artists         | [ 94 ]        |
| 1957 | Miłość po południu                   | Frank Flannagan       | Billy Wilder       | Audrey Hepburn Maurice Chevalier                                       | Allied Artists         | [ 95 ]        |
| 1958 | Człowiek, którego już nie ma         | Joe Chapin            | Philip Dunne       | Diane Varsi Suzy Parker                                                | Fox                    | [ 96 ]        |
| 1958 | Człowiek z Dzikiego Zachodu          | Link Jones            | Anthony Mann       | Julie London Lee J. Cobb Arthur O’Connell Jack Lord                    | Ashton                 | [ 97 ]        |
| 1959 | Drzewo powieszonych                  | Dr Joseph „Doc” Frail | Delmer Daves       | Maria Schell George C. Scott Karl Malden                               | Baroda                 | [ 98 ]        |
| 1959 | Pechowiec na prerii                  | on sam (cameo)        | Norman McLeod      | Bob Hope Rhonda Fleming Wendell Corey                                  | Hope Enterprises       | [ 99 ]        |
| 1959 | W drodze do Cordury                  | Major Thomas Thorn    | Robert Rossen      | Rita Hayworth Van Heflin Tab Hunter Dick York                          | Baroda                 | [ 100 ]       |
| 1959 | Wrak „Mary Deare”                    | Gideon Patch          | Michael Anderson   | Charlton Heston Virginia McKenna Michael Redgrave Richard Harris       | Baroda                 | [ 101 ]       |
| 1961 | Nagie ostrze                         | George Radcliffe      | Michael Anderson   | Deborah Kerr Eric Portman                                              | Baroda                 | [ 102 ]       |

### Filmy krótkometrażowe
| Rok  | Tytuł                                                   | Rola        | Reżyser               | Obsada          | Studio        | Źródło  |
| ---- | ------------------------------------------------------- | ----------- | --------------------- | --------------- | ------------- | ------- |
| 1926 | Lightnin’ Wins                                          | Tom Harding | Hans Tiesler          | Eileen Sedgwick | Niezależne    | [ 4 ]   |
| 1931 | Śliskie perły                                           | on sam      | William C. McGann     | –.              | Masquers Club | [ 4 ]   |
| 1932 | The Voice of Hollywood No. 13 (Second Series)           | on sam      | Mack D’Agostino       | –               | Louis Lewyn   | [ 4 ]   |
| 1932 | Hollywood on Parade                                     | on sam      | Louis Lewyn           | –               | Louis Lewyn   | [ 103 ] |
| 1933 | Hollywood on Parade No. A-13                            | on sam      | Louis Lewyn           | –               | Louis Lewyn   | [ 104 ] |
| 1934 | Hollywood on Parade No. B-6                             | on sam      | Louis Lewyn           | –               | Louis Lewyn   | [ 104 ] |
| 1934 | The Hollywood Gad-About                                 | on sam      | Louis Lewyn           | –               | Louis Lewyn   | [ 105 ] |
| 1934 | Star Night at the Cocoanut Grove                        | on sam      | Louis Lewyn           | –               | MGM           | [ 4 ]   |
| 1935 | Screen Snapshots Series 14, No. 8                       | on sam      | Ralph Staub           | –               | Columbia      | [ 106 ] |
| 1935 | La Fiesta de Santa Barbara                              | on sam      | –                     | –               | MGM           | [ 107 ] |
| 1937 | Lest We Forget                                          | on sam      | Frank Whitbeck        | –               | MGM           | [ 107 ] |
| 1940 | Screen Snapshots: Seeing Hollywood                      | on sam      | Ralph Staub           | –               | Columbia      | [ 106 ] |
| 1940 | Screen Snapshots Series 19, No 6: Hollywood Recreations | on sam      | Ralph Staub           | –               | Columbia      | [ 106 ] |
| 1941 | Breakdowns of 1941                                      | on sam      | –                     | –               | Warner Bros.  | [ 108 ] |
| 1944 | Memo for Joe                                            | on sam      | Richard O. Fleischner | –               | RKO           | [ 107 ] |
| 1949 | Screen Snapshots: Motion Picture Mothers, Inc.          | on sam      | Ralph Staub           | –               | Columbia      | [ 106 ] |
| 1949 | Snow Carnival                                           | Narrator    | –                     | –               | Warner Bros.  | [ 109 ] |
| 1955 | Screen Snapshots: Hollywood Premiere                    | on sam      | Ralph Staub           | –               | Columbia      | [ 106 ] |
| 1955 | Hollywood Mothers                                       | on sam      | Ralph Staub           | –               | Columbia      | [ 109 ] |
| 1958 | Screen Snapshots: Glamorous Hollywood                   | on sam      | Ralph Staub           | –               | Columbia      | [ 106 ] |
| 1959 | Premier Khrushchev in the USA                           | on sam      | –                     | –               | NBC           | [ 110 ] |

### Kompilacje filmowe
| Rok  | Tytuł           | Rola  | Reżyser          | Studio | Uwagi                                     | Źródło  |
| ---- | --------------- | ----- | ---------------- | ------ | ----------------------------------------- | ------- |
| 1939 | Land of Liberty | Kilka | Cecil B. DeMille | MGM    | Wydarzenia historyczne pokazane w filmach | [ 111 ] |

## Programy telewizyjne
| Rok  | Tytuł                     | Rola                          | Reżyser         | Odcinek | Studio | Audycja              | Źródło  |
| ---- | ------------------------- | ----------------------------- | --------------- | ------- | ------ | -------------------- | ------- |
| 1953 | Toast of the Town         | on sam                        | –               | 5.21    | CBS    | 1 lutego 1953        | [ 112 ] |
| 1955 | The Ed Sullivan Show      | on sam                        | –               | 8.14    | CBS    | 25 grudnia 1955      | [ 113 ] |
| 1956 | Cinépanorama              | on sam                        | Jean Kerchbron  | 9       | –      | 9 grudnia 1956       | [ 114 ] |
| 1957 | Cinépanorama              | on sam                        | Jean Kerchbron  | 15      | –      | 16 maja 1957         | [ 115 ] |
| 1957 | The Ed Sullivan Show      | on sam                        | –               | 9.41    | CBS    | 7 lipca 1957         | [ 113 ] |
| 1958 | Wide Wide World           | on sam                        | Van Fox         | 3.20    | NBC    | 6 czerwca 1958       | [ 116 ] |
| 1958 | The Jack Benny Program    | on sam                        | Seymour Berns   | 95      | CBS    | 21 września 1958     | [ 117 ] |
| 1959 | The Perry Como Show       | on sam                        | –               | –       | NBC    | 27 lutego 1959       | [ 118 ] |
| 1959 | What’s My Line?           | on sam                        | Franklin Heller | 487     | CBS    | 18 października 1959 | [ 119 ] |
| 1961 | Project 20: The Real West | Gospodarz programu i narrator | Donald B. Hyatt | 20      | NBC    | 29 marca 1961        | [ 120 ] |

## Występy w radio
| Rok  | Program           | Epizod                 |
| ---- | ----------------- | ---------------------- |
| 1937 | Lux Radio Theatre | Mr. Deeds Goes to Town |